# Manuscrito 512
El Manuscrito 512 o Documento 512 es un manuscrito de archivo perteneciente al periodo de Brasil Colonial (mediados del siglo XVIII) y conservado actualmente en el acervo de la Biblioteca Nacional de Río de Janeiro (división de "Manuscritos", serie "Obras Raras"). El documento, conformado por diez páginas, está escrito en portugués y lleva el título de Relação histórica de uma occulta e grande povoação antiguissima sem moradores, que se descobriu no anno de 1753 (Relación histórica de una oculta y gran población, antiquísima, sin moradores, que se descubrió en el año de 1753). Aunque está redactado como un informe expedicionario, el documento posee al mismo tiempo ciertas características de una carta personal, considerando el carácter de relación entre el autor y el destinatario. 
Por su contenido, el documento representa una narración dejada por un grupo de bandeirantes portugueses; el nombre propio del autor, jefe de la expedición, no se conservó. El documento relata el descubrimiento, en el corazón de un sertão o sertón brasileño, de las ruinas de una desconocida ciudad perdida, con rasgos de una civilización altamente desarrollada de tipo grecorromano. El informe menciona también el hallazgo de los yacimientos de oro y plata en ese contexto.
El texto contiene varias lagunas como resultado del deterioro del documento provocado por las termitas mientras el manuscrito permanecía olvidado en los archivos (1754-1839), causa por la que jamás se pudo saber el nombre del autor ni la localización geográfica exacta de la supuesta ciudad abandonada. 
El Manuscrito 512 es probablemente el documento más famoso de la Biblioteca Nacional, y según el punto de vista de los modernos historiadores brasileños constituye la base del mayor mito de la arqueología nacional. Durante los siglos XIX y XX la ciudad perdida del Manuscrito 512 era objeto de acaloradas discusiones científicas, como también de infatigables búsquedas emprendidas por aventureros e investigadores. 
Por su estilo vivo y pintoresco, el relato del Manuscrito 512 es considerado por algunos una de las obras más bellas de la lengua portuguesa.
El acceso al relato original es extremamente restringido actualmente, aunque una versión digital de este pasó a ser disponible con la actualización digital de la Biblioteca Nacional.

## Descubrimiento del Manuscrito

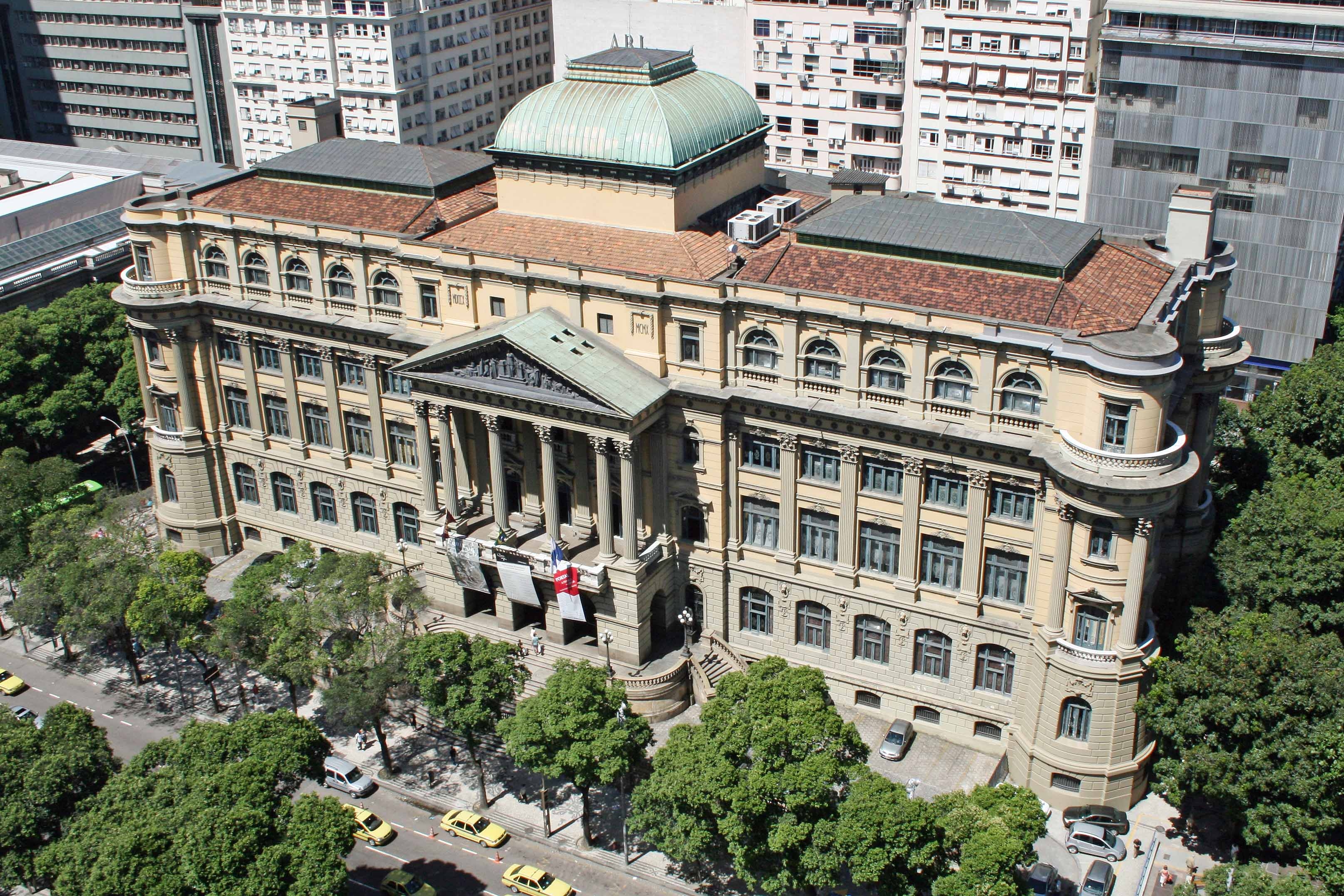
Vista aérea de la Biblioteca Nacional de Brasil (Río de Janeiro).

En 1839, el naturalista Manuel Ferreira Lagos encontró de manera casual en el acervo de la Biblioteca Pública de la Corte (actual Biblioteca Nacional de Brasil) un documento muy antiguo y deteriorado del siglo XVIII titulado Relação histórica de huma oculta, e grande Povoação, antiguissima sem moradores, que se descubrio no anno de 1753 (en español: Relación histórica de una gran población oculta, antiquísima, sin moradores, que se descubrió en el año 1753), conocido actualmente con el nombre de Manuscrito 512. El documento fue entregado por Lagos al Instituto Histórico y Geográfico Brasileño (IHGB) y fue el canónigo Januário da Cunha Barbosa quien, comprendiendo el valor histórico y cultural del documento, decidió publicar una copia integral del manuscrito en la Revista do Instituto Histórico y Geográfico Brasileiro, con la adición de un prefacio que relacionaba la historia de la ciudad perdida con la saga de Robério Dias o Muribeca, quien había sido apresado por negarse a revelar a la Corona la ubicación de unas ricas minas de metales preciosos situadas en el interior del Estado de Bahía, lo que motivaría posteriormente numerosas expediciones de bandeirantes en busca de aquellos tesoros perdidos.
Aunque aún se desconoce el autor del Manuscrito 512, los integrantes del Instituto Histórico consideraron que el relato era verídico, albergando la esperanza de que podrían encontrarse ruinas de una civilización muy avanzada en el interior brasileño. El contexto histórico del Brasil de aquella época, tras pocos años de haber obtenido su independencia, era el de la búsqueda de una identidad nacional, exaltando la grandeza imperial y su glorioso pasado. De esa forma, el documento adquirió un destaque y un enfoque muy importante en los primeros años de su descubrimiento, tanto por parte de los aventureros como de intelectuales, aristócratas y religiosos y hasta del propio emperador Don Pedro II. La valoración del Manuscrito como importante fuente del pasado nacional se produjo también a raíz del reciente descubrimiento de los monumentos de grandes civilizaciones precolombinas, como la ciudad de Palenque en México y las fortificaciones establecidas en las fronteras del Perú. Como señalaba Cunha Barbosa, aludiendo al relato del Manuscrito, monumentos semejantes podían ser encontrados también en el territorio de Brasil.

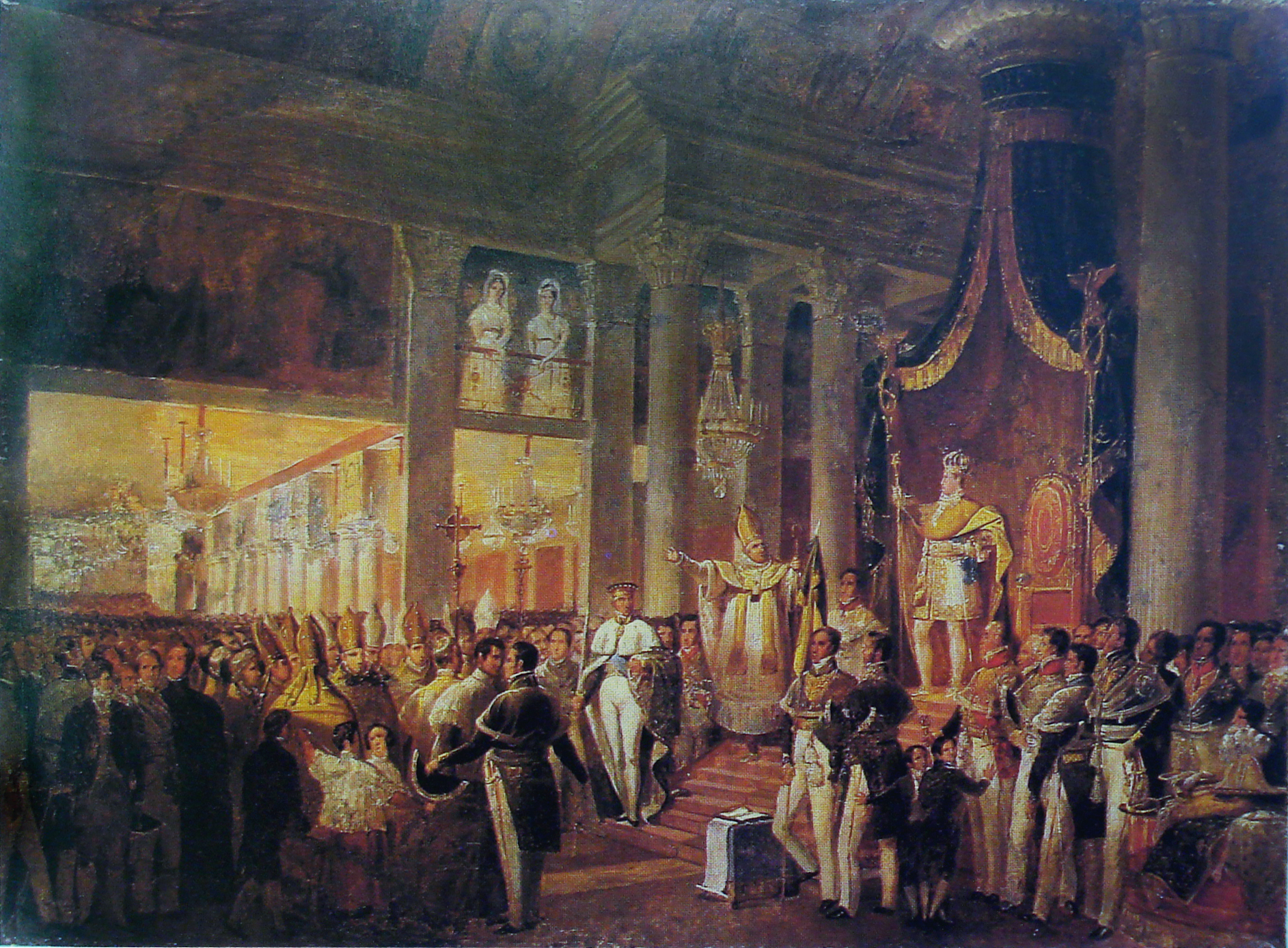
Coronación de Pedro II de Brasil (1841).

Ya desde la época colonial eran frecuentes las noticias sobre piedras con inscripciones de épocas muy anteriores al descubrimiento del Brasil por parte del portugués Pedro Alvares Cabral, en abril del año 1500. El más importante de estos hallazgos arqueológicos se produjo en 1598, cuando fue descubierta en el actual Estado de Paraíba la Pedra de Ingá, la cual parecía contener algunas letras latinas. A partir de allí se volvió frecuente el anuncio sobre el descubrimiento de inscripciones con letras latinas y griegas, o incluso la supuesta aparición de cerámicas y monedas romanas acuñadas en el 200 a. C. La historia del Manuscrito 512 detallando el descubrimiento de las ruinas de una antigua metrópolis romana en el año 1753 no hizo más que reforzar la visión sobre la existencia de una antigua civilización grecorromana en el interior del territorio brasileño en algún período remoto.
En 1840, dos eruditos de Salvador de Bahía, Ignacio Accioli Silva y A. Moncorvo, expresaban su opinión de que la ciudad perdida de aquella provincia podría no ser un hecho ficticio, ya que, según los exploradores y los antiguos moradores del lugar, la tradición histórica solía mencionar una gran población o ciudad destruida habitada por indios y negros fugitivos. Según el historiador Pedro Calmon, después de la muerte del bandeirante João Guimarães en 1766, las historias sobre ruinas ya eran populares, y para la década de 1840 esos rumores, mezclados con otras tradiciones sobre reductos indígenas o quilombos en el interior del Estado de Bahía, ya se encontraban totalmente consolidados.
Entre 1841 y 1846 se llevaron a cabo búsquedas de la ciudad abandonada del Manuscrito 512 bajo el patrocinio del IHGB, para las cuales se comisionó al canónigo Benigno José de Carvalho, socio correspondiente del Instituto. Sin embargo, a pesar de toda la diligencia del clérigo, su larga e infeliz expedición por la Chapada Diamantina terminó sin resultado alguno; tras el fracaso del canónigo Benigno, las esperanzas del descubrimiento de la ciudad abandonada cedieron lugar a la decepción y el escepticismo. Llegó a predominar la teoría de que la visión de la ciudad abandonada del Manuscrito 512 fue inspirada por formaciones rocosas de la Chapada Diamantina; así, el Dr. Teodoro Sampaio, quien había realizado un viaje por esta región en 1879-80, estaba seguro de que el relato del Manuscrito 512, siendo en sí una ficción, describía en forma poética las extrañas formas de piedra encontradas en el lugar. 
El número de referencia 512, con el cual el Manuscrito llegó a ser conocido, aparece por primera vez en 1881 en el Catálogo de la Exposición de la Historia de Brasil, compuesto por el Dr. Ramiz Galvão.

## Relato del Manuscrito 512

### Las minas perdidas de Moribeca

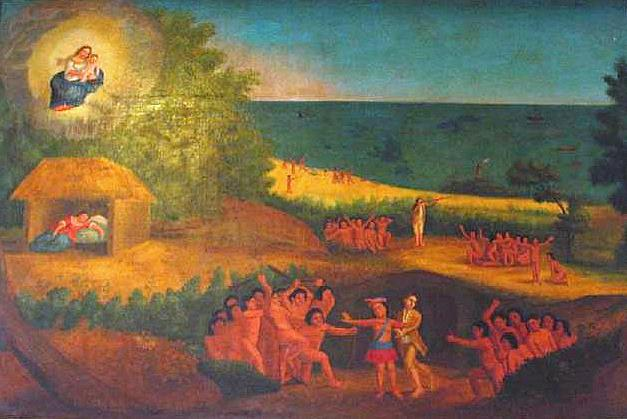
Pintura en el monasterio de San Benito, en Salvador de Bahía, que representa la llegada de Diogo Álvares al Brasil.

Según el Manuscrito 512, un grupo de bandeirantes descubrió una gran civilización en ruinas en el interior del Estado de Bahía, tras haber pasado diez años explorando los sertones brasileños en busca de las legendarias minas perdidas de Moribeca. La historia de las minas de Moribeca (o Muribeca) representa otro episodio legendario íntimamente relacionado con el descubrimiento del Brasil por parte de los europeos.
Moribeca era descendiente de Diogo Álvares Correia, un portugués nacido en Viana do Castelo, quien entre 1509 y 1510 naufragó frente a las costas de la bahía de Todos los Santos. Los sobrevivientes del naufragio fueron asesinados por los tupinambas, salvo Diogo Álvares, quien logró salvarse disparando un mosquete con el que logró derribar a un pájaro en pleno vuelo, tras lo cual los indios comenzaron a exclamar la palabra «Caramuru», que significaría «hombre de fuego» o «hijo del trueno». Posteriormente, Caramuru pasaría a ocupar un lugar relevante entre los indios tupinambas, llegando a juntarse con una india llamada Paraguaçu, hija del jefe Taparicá, con quien se casaría oficialmente en Francia en 1527, tras ella ser bautizada con el nombre de Catarina. A partir de entonces, sería conocida como Catarina Álvares Paraguaçu, constituyendo esta unión el primer matrimonio luso-indígena del Brasil. A su vez Caramuru, conocedor de la lengua y las costumbres indígenas, se convertiría en un intermediario fundamental para el comercio entre los nativos y los europeos, y tras la colonización del Brasil se dedicaría a auxiliar y facilitar el trabajo de los administradores y misioneros portugueses. Diogo y Catarina Álvares (Paraguaçu) tuvieron varios hijos, entre ellos dos mujeres, una llamada Filipa y otra llamada Genebra. La primera de ellas se casó con el genovés Paulo Dias Adorno y tuvieron un hijo llamado Antonio Dias Adorno, mientras que la segunda se casó con Vicente Dias, unión de la cual nacería Belchior Dias Moreira.
En 1551 partió una bandeira desde Bahía comandada por Sebastião Fernandes Tourinho con dirección hacia el actual Estado de Espirito Santo, cuyo objetivo era encontrar minas de oro, plata y piedras preciosas. Según Tourinho, la expedición encontró una sierra con esmeraldas cerca de una zona donde los indios decían que existía una aldea o mboab. En 1574 el Gobernador General de Brasil Luis Brito de Almeida decidió enviar otra bandeira con el objetivo de verificar la información de Tourinho, siguiendo su mismo itinerario. Esta nueva expedición fue comandada por Antonio Dias Adorno, quien no pudo encontrar la sierra de esmeraldas, aunque a la altura del Pico da Bandeira, en la región del mboab, los aventureros descubrieron las ruinas de una antigua ciudad, cuyo origen no pudieron precisar, puesto que se trataba de una zona inexplorada. Posteriormente, la expedición continuó hacia el río São Francisco, atravesando luego la Chapada Diamantina, donde se suponía que existía una sierra llena de esmeraldas. Finalmente, la expedición se disolvió a la altura del campo de Gabriel Soares.

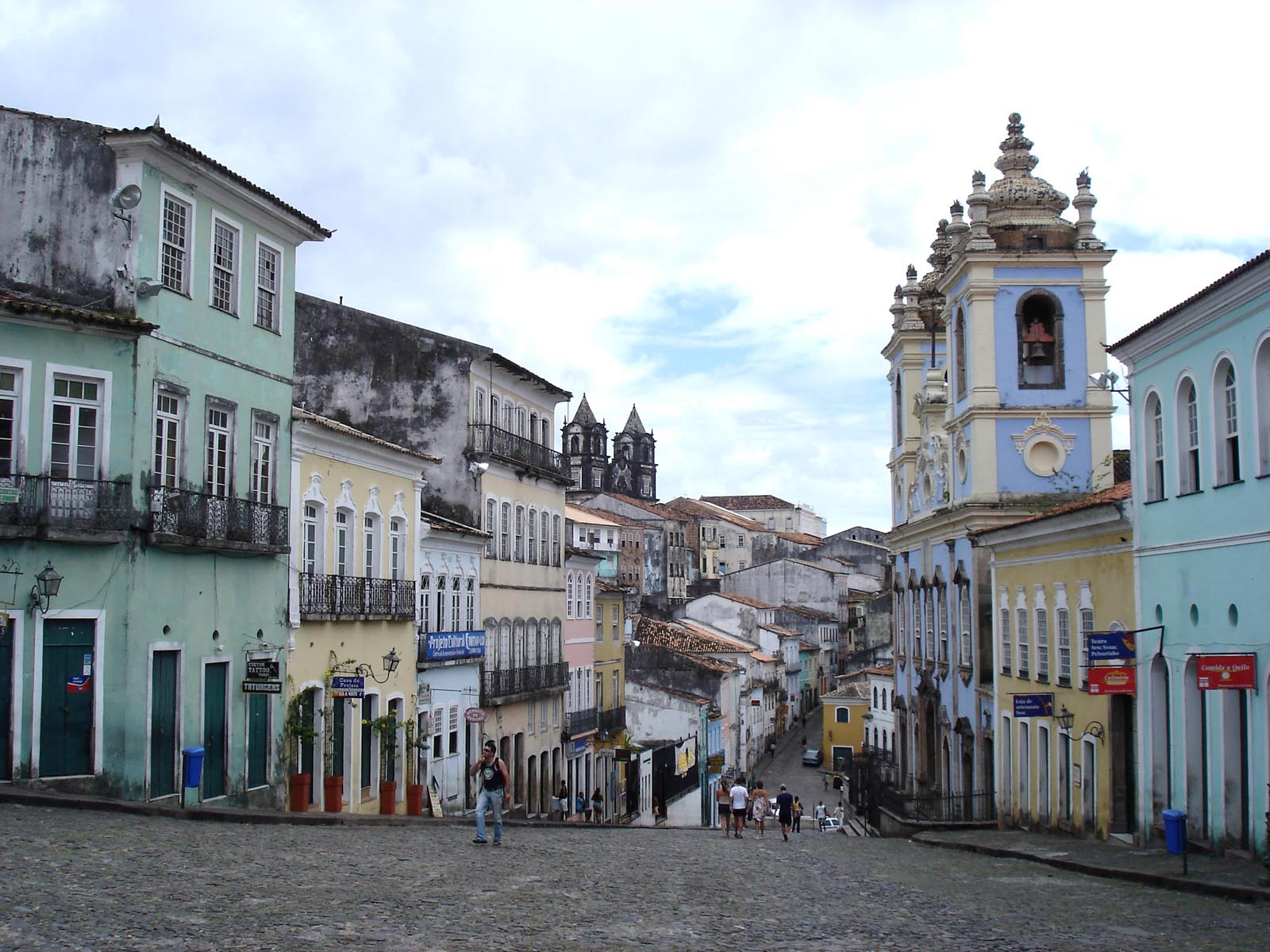
Vista del centro histórico de Salvador de Bahía.

Tras esta fallida búsqueda, Sebastião Álvares y João Coelho de Souza, hermano de Gabriel Soares, decidieron ir hacia la Chapada Diamantina para confirmar la existencia de la sierra de esmeraldas. Sin embargo, tras la partida, João Coelho de Souza fue atacado por una fiebre maligna que azotaba a la región, la cual le provocó la muerte, marcando el fin de la travesía para Sebastião Álvares. Mientras tanto, Gabriel Soares, quien era escritor en aquella época, utilizó mapas de su fallecido hermano y de Antonio Dias Adorno para viajar a España y solicitar ayuda a Felipe II, quien gobernaba sobre ambas coronas. Conseguido el auxilio del rey, Gabriel Soares volvió a Brasil y comandó una bandeira que inició su recorrido en la Chapada Diamantina, en el mismo lugar donde había fallecido su hermano. Allí, Gabriel fue atacado por la misma fiebre maligna, falleciendo poco después. Muerto su comandante, la bandeira decidió el retorno a Bahía.
Dos años después, un indio que había acompañado a la expedición de Gabriel Soares mostró unas piedras de plata a Belchior Dias Moréia (también Belchior Dias Moreyra y Belchior Dias Caramuru), primo por parte materna de Gabriel Soares. Ante semejante prueba, Belchior emprendió un viaje de ocho años por la Chapada Diamantina. Según cuenta la historia, Belchior habría encontrado aquellas minas de piedras preciosas, retornando finalmente a Bahía en el año 1601.
Según el historiador brasileño Pedro Calmon, Muribeca era el nombre indígena de Belchior Dias Moréia, mientras que otra versión más antigua, expuesta por Sebastião da Rocha Pita y repetida por Januário da Cunha Barbosa en su prefacio a la edición impresa del Manuscrito 512, Muribeca era el apodo de Roberio Dias, hijo de Belchior Dias Moréia. En ambos casos, el personaje conocido como Muribeca era poseedor de grandes riquezas provenientes de unas minas supuestamente ubicadas en la sierra de Itabaiana, en los alrededores de Araguaçu, donde extraía grandes cantidades de piedras preciosas que vendía en el puerto de Salvador de Bahía. 
Durante un viaje a Europa realizado a comienzos del siglo XVII, Muribeca le pidió al rey Felipe III de España (Felipe II de Portugal) el título de marqués, a lo que el rey accedió solo si Muribeca revelaba la ubicación secreta de las minas y las cedía a la Corona. Muribeca aceptó el trato, pero cuando la expedición arribó a Bahía, poco antes de emprender el viaje hacia las minas, persuadió al oficial del rey de que le abriera la carta que contenía su nuevo título, descubriendo en aquel momento que tan solo recibiría el grado de capitán de misión militar, reservándose el título de marqués al nuevo gobernador general de Brasil, Don Francisco de Sousa. Muribeca se negó entonces a indicar el camino hacia las minas y fue encarcelado. Según Calmon, Moribeca, o Belchior Dias, estuvo dos años preso y luego recuperó su libertad pagando un rescate; en la versión de Rocha Pita (que no menciona el nombre de Moribeca), Robério Dias muere en la cárcel justamente en la víspera de llegada de la orden real condenándolo a la muerte. 
Desde entonces, la leyenda de las minas perdidas de Muribeca se transformó en El Dorado brasileño, motivando numerosas expediciones por parte de los bandeirantes, que terminaron en continuos fracasos. Por lo tanto, el objetivo perseguido por los hombres del Manuscrito 512 resulta ser una historia muy típica de su época.

### Ruinas de una ciudad desconocida en el sertón brasileño

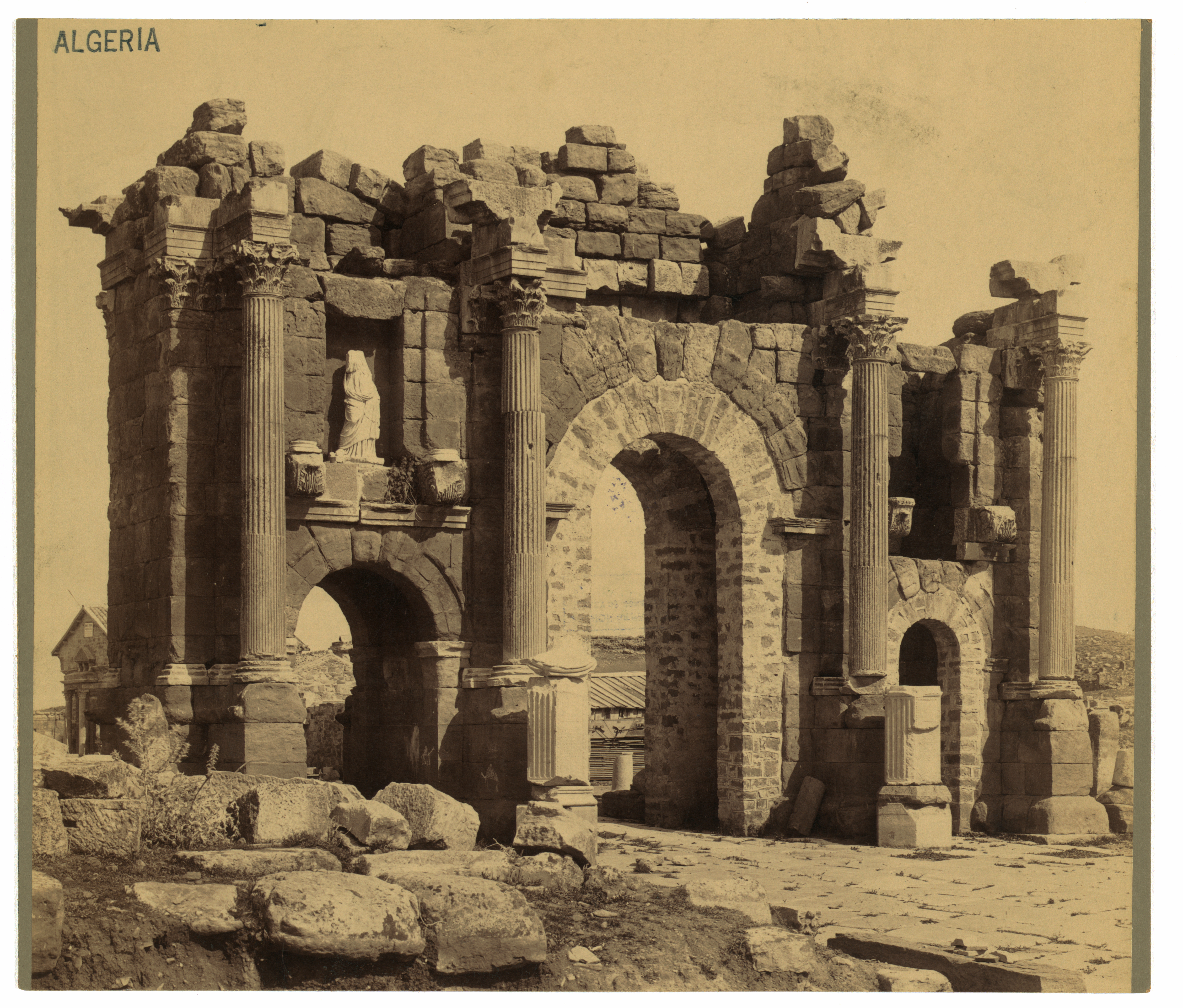
Arco romano en Thamugadi (Timgad), Argelia. Su aspecto es similar a la descripción del triple arco a la entrada de la ciudad abandonada del Manuscrito 512.

El documento narra cómo la comitiva descubrió una cordillera de montes que brillaban con numerosos cristales, causando admiración y asombro en la gente. Sin embargo, al principio los bandeirantes no consiguieron descubrir un paso franco para poder acometer la cordillera y acamparon al pie de las montañas. Después, un negro de la comitiva se dio en perseguir un venado blanco y descubrió un camino pavimentado en piedra que pasaba a través de la montaña. Habiendo alcanzado la cima, los bandeirantes vieron desde arriba una gran población, que a primera vista consideraron ser alguna de las ciudades de la costa de Brasil; tras descender al valle, mandaron exploradores para saber más sobre la población y sus habitantes, y estuvieron esperándolos durante dos días; un detalle bastante curioso es que escuchaban cantar gallos durante esos días, lo que les hacía pensar que la ciudad estaba habitada. Mientras tanto, llegaron los exploradores, trayendo la nueva de que no había moradores. Estando todavía la gente insegura, se resolvió a comprobarlo un indio de la comitiva, el cual regresó con la misma noticia, atestiguada luego ya por todo el grupo de exploradores. 
Finalmente toda la comitiva efectuó la entrada a la ciudad, la cual era posible por tan solo un único camino, empedrado y adornado con tres arcos, de los que el del medio era mayor y principal y los dos de los lados eran más pequeños. Como observa el autor, sobre el arco principal había unas letras, imposibles de copiar por la gran altura. 
Las casas en la ciudad, todas con pisos, estaban abandonadas desde hace ya mucho tiempo y no tenían por dentro ningún objeto, enseres ni muebles. La descripción de la ciudad reúne rasgos propios de distintas civilizaciones de la antigüedad, sobre todo la griega y la romana, aunque contiene también detalles no identificados o sin asociación. Así, el autor nota que todas las casas en la ciudad, por su regularidad y simetría, parecían una sola, como si fueran de un único propietario.
En el texto se da la descripción de distintos objetos apreciados por la comitiva. Así, está descrita una plaza con una columna de piedra negra en el medio, en la cima de la cual había una estatua de un hombre con un brazo extendido, señalando hacia el norte; el pórtico de la rúa principal, en cuya parte superior había un bajorrelieve con la imagen de un joven semidesnudo, coronado de laurel; enormes edificios por los lados de la plaza, uno de los cuales parecía ser el palacio de algún señor de la tierra, y el otro evidentemente era un templo, donde aún se conservaban parcialmente la fachada, las naves y las imágenes en relieve (en particular, cruces de varias formas y coronas). Cerca del lugar pasaba un ancho río, del otro lado del cual había campos muy lozanos con algunas lagunas, todas llenas de arroz, como también innumerables bandadas de patos, que podían ser cazados simplemente con las manos.

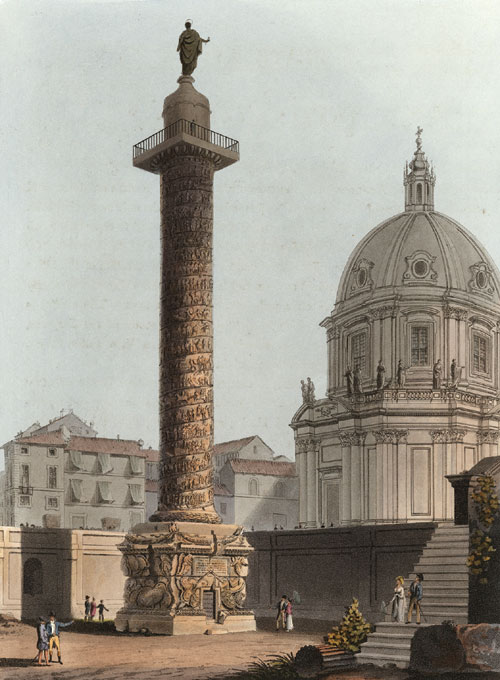
Representación de 1820 con la Columna de Trajano.

Después de caminar tres días río abajo, los bandeirantes se toparon con una catarata, al lado de la cual había un conjunto de cuevas y excavaciones subterráneas, probablemente minas, donde yacían dispersos pedazos de mena parecida a la plata. La entrada a una de las cuevas estaba cerrada con una enorme losa, sobre la cual había una inscripción en signos o letras desconocidas.
A distancia de un tiro de cañón de la ciudad la comitiva descubrió un edificio como casa de campo, por dentro del cual había una gran sala y quince habitaciones pequeñas, todas con puertas para la sala. 
Después, los bandeirantes realizaron una prospección a orillas del río, hallando buena pinta, prometiéndoles muchas riquezas de oro y plata. En ese lugar, la comitiva se separó, realizando algunos de los hombres una marcha de nueve días, pasados los cuales avistaron una canoa con dos personas blancas, vestidas a la europea; aparentemente, estas huyeron después de que los bandeirantes hicieran un tiro para atraer su atención, aunque, estando dañada esa parte del documento, se puede suponer también que este grupo de bandeirantes experimentó después un enfrentamiento con alguna clase de salvajes, velludos y bravos. 
Finalmente, la entera expedición alcanzó los ríos Paraguaçu y Uná, donde el jefe de la comitiva compuso el informe, dirigiéndolo luego a cierta persona influyente en Río de Janeiro. Es notable el vínculo personal existente entre el autor del documento y la persona a quien se está dirigiendo. El autor insinúa que el secreto de los descubrimientos realizados lo viene revelar tan solo a él, su destinatario, recordando lo mucho que le debe. Expresa también su preocupación al respecto de que un indio, miembro de la Compañía, abandonó la comitiva para regresar a la ciudad perdida por su propia cuenta. Finalmente, el autor propone al destinatario largar esas penurias y venir a utilizarse de esas riquezas, sobornando al indio desertor para que este no revele el secreto y lo conduzca hacia los tesoros.

### Moneda de oro
Uno de los miembros de la comitiva (João António, único nombre que se conservó en el documento) encontró en las ruinas de una de las casas en la ciudad un dinero en oro, de forma esférica, mayor que las monedas brasileñas de 6400 reales. Sobre una parte aparecía la imagen de un muchacho arrodillado y sobre la otra un arco, una corona y una flecha. Este descubrimiento convenció a la comitiva de que debajo de las ruinas debían estar enterrados inmensos tesoros.

### Inscripciones misteriosas
En el texto aparecen reproducidas cuatro inscripciones en letras o jeroglíficos desconocidos: 1) sobre el pórtico de la rúa principal, 2) sobre la losa que cerraba la entrada a una de las cuevas cerca de la catarata, 3) sobre el pórtico del templo y 4) sobre la columnata en la casa de campo. Al final del documento aparecen también nueve signos sobre las losas (como es posible suponer, aquellas que cerraban las entradas; esta parte del manuscrito también se perdió). Como notaban algunos investigadores, los signos copiados se asemejan más que nada a las letras del alfabeto griego o fenicio (aunque algunos también a los números arábigos).

## Veracidad del relato

### Posible autoría

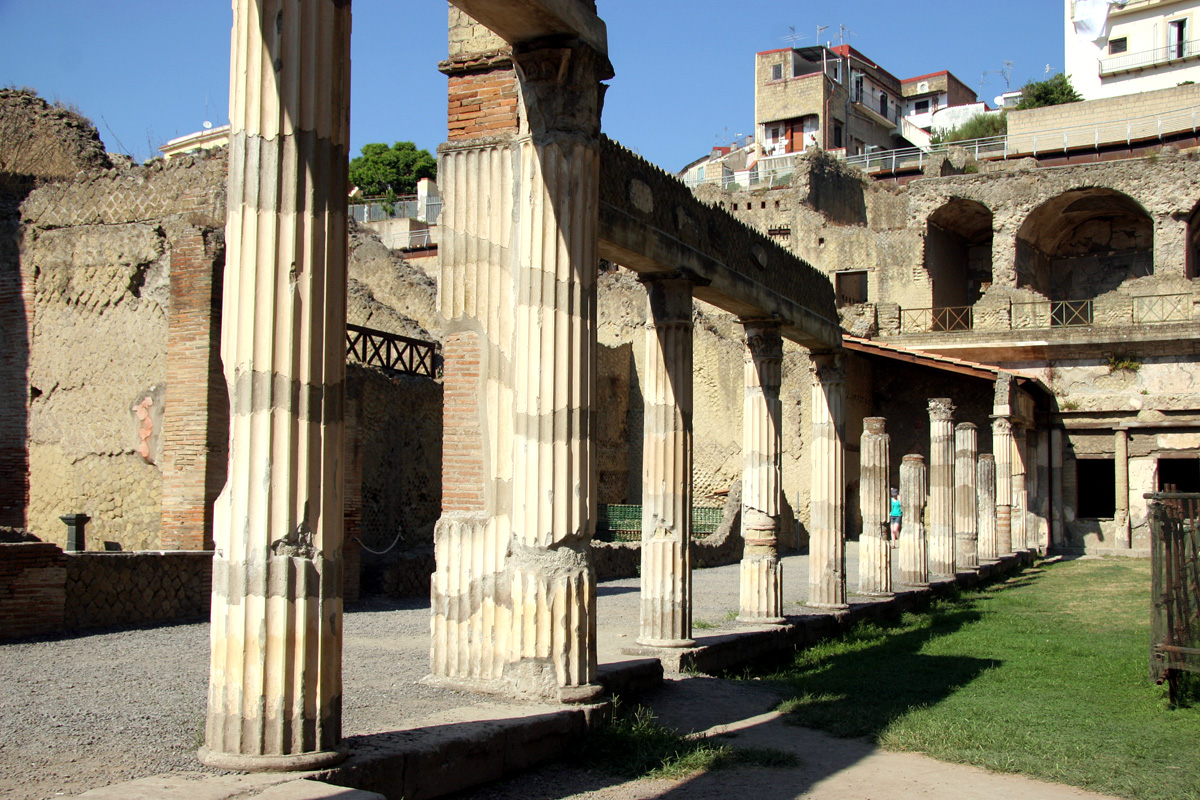
Vista de las ruinas de Herculano (Italia).

Los historiadores brasileños propusieron varias candidaturas posibles para el autor del Manuscrito 512, del cual solamente se sabe con certeza que era Mestre de Campo (Maestre de Campo), un rango militar mayor. Según la versión propuesta por el historiador Pedro Calmon y el investigador alemán Hermann Kruse, el documento fue escrito por el Mestre de Campo João da Silva Guimarães, quien en 1720, siendo capitán mayor en la provincia de Ouro Preto, se unió a la causa independentista de Filipe dos Santos. Tras el fracaso del movimiento, Guimarães huyó hacia Bahía, consiguiendo el perdón real gracias a la influencia de su familia. La hacienda donde se alojaba se encontraba en la margen derecha del río Paraguaçu, a poco más de treinta kilómetros de la Serra do Sincorá, siendo una parada común para los viajeros y exploradores de la época. Así fue que João da Silva decidió recorrer los interiores de Minas Gerais y Bahía en busca de riquezas. Tras explorar los sertones desconocidos de Bahía entre 1752-53, Guimarães anunció el descubrimiento de las muy codiciadas minas de plata de Robério Dias, justamente en la región de los ríos Paraguaçu y Uná. Sin embargo, las pruebas de las menas presentadas por Guimarães y examinadas por la Casa de la Moneda dos años después resultaron no tener ningún valor. Decepcionado, Guimarães se fue a vivir con los indios, desapareciendo después de 1764, y se especula con que falleció alrededor del año 1766.
De este modo, existe coincidencia de fecha y localización con las señaladas en el Manuscrito 512; sin embargo, resulta dudoso que Guimarães fuera su verdadero autor, ya que existen varios documentos relativos a ese bandeirante y a sus hallazgos y en ninguno se hace mención a la ciudad perdida. Tampoco coincide la duración de las dos expediciones: la de Guimarães duró menos de dos años (1752-53) y la mencionada en el Manuscrito duró diez años (1743-53).
Otro explorador que podría haber sido el autor del Manuscrito es Antonio Lourenço da Costa, que en 1757 llegó al distrito diamantino de Tijuco, en Minas Gerais, afirmando haber pasado diez años junto a una bandeira que había realizado sorprendentes descubrimientos en la Sierra Dorada, ubicada en la entonces conocida como capitanía de Goias.

### Contexto histórico

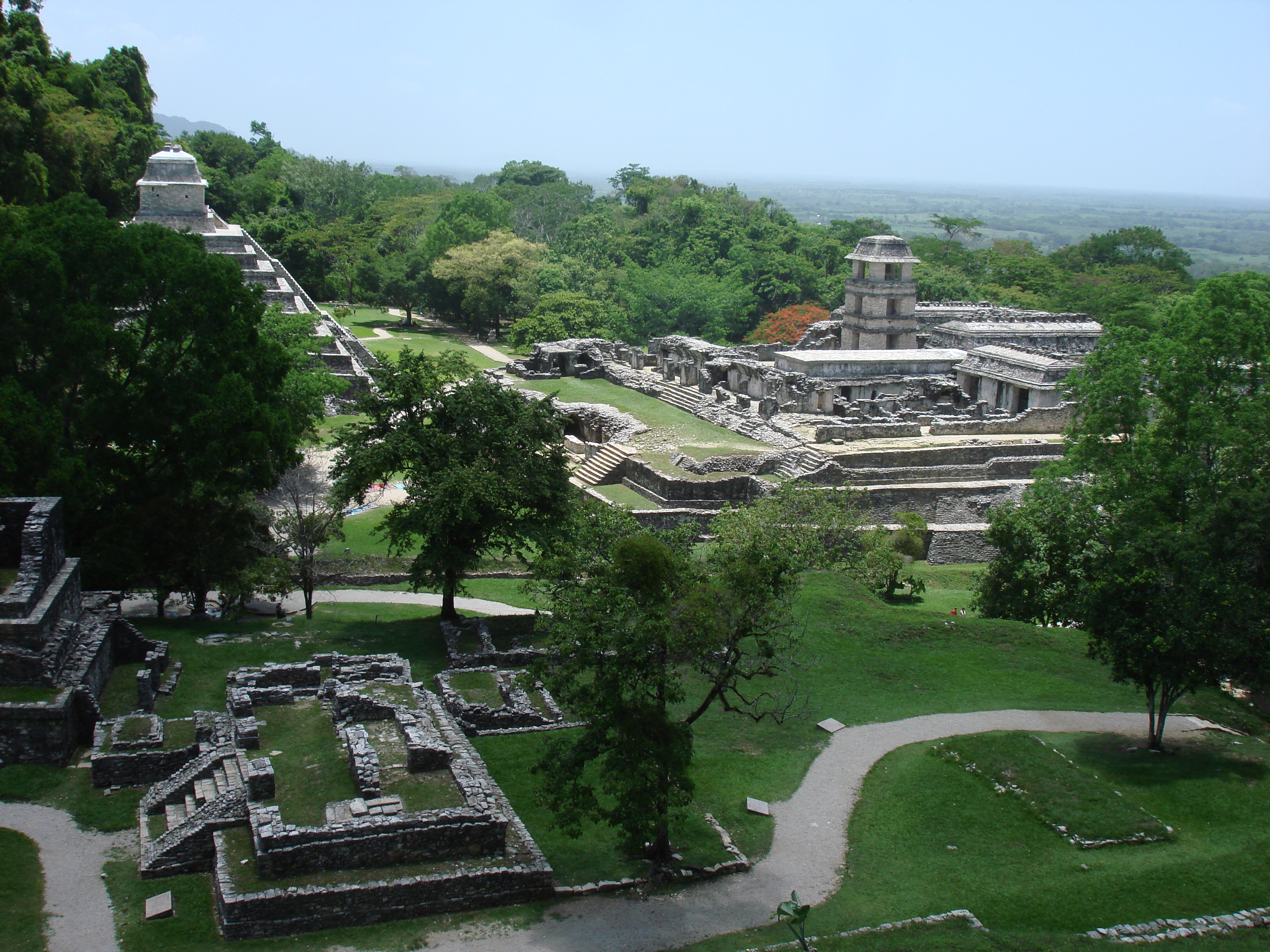
Vista de las ruinas de Palenque (México).

Con respecto a la veracidad del relato, el mismo está escrito a modo de carta personal dirigida al entonces virrey del Brasil, Luis Pedro Peregrino de Carvalho e Ataíde, incluso demostrando cierta preocupación por la posibilidad de que un indio que había abandonado la bandeira anoticiase a otras personas sobre la existencia de aquellas ruinas y minas que habían descubierto. Si bien no consta ninguna respuesta oficial a la mencionada carta, también cabe destacar que por aquel entonces el reino de Portugal acababa de firmar con el reino de España el Tratado de Madrid, que redefinía los límites de sus colonias en América del Sur, estableciendo que quien tuviese posesión de la tierra pasaría a ser su legítimo dueño, lo que en los hechos beneficiaba ampliamente a los portugueses, permitiendo ampliar los dominios de la colonia del Brasil hasta prácticamente los límites que posee el país sudamericano en la actualidad. Por lo tanto, un anuncio tan destacado como el descubrimiento de una antigua ciudad romana en el interior del continente podría haber perjudicado los intereses lusitanos de aquel entonces, y resulta probable que Portugal hubiese intentado ocultar este hecho.
Por otra parte, también cabe destacar que la historia de las supuestas ruinas perdidas de Bahía se daba en un contexto marcado por el descubrimiento de las antiguas ciudades romanas de Herculano (1738) y Pompeya (1748), lo que lleva a suponer que aquel relato no haya sido más que una ficción inspirada en otros descubrimientos contemporáneos a su tiempo. Paradójicamente, su repentina aparición en el siglo XIX fue recibida con gran entusiasmo por parte de los académicos e intelectuales que se hallaban influenciados por las exitosas exploraciones de las ruinas mayas en América Central, que de otro modo tal vez habrían sido más escépticos ante semejante relato.
Cuando Benigno de Carvalho llegó a Salvador en 1841 enviado por el IHGB para estudiar el caso de la ciudad perdida, recolectó gran cantidad de testimonios de gente que afirmaba haber visto o visitado las mencionadas ruinas, lo que terminó por otorgar legitimidad al relato del Manuscrito 512. A su vez, la élite gobernante también se entusiasmó con la idea de un glorioso pasado que elevaría la imagen del Brasil con respecto a los grandes imperios occidentales.

### Hipótesis del contacto precolombino

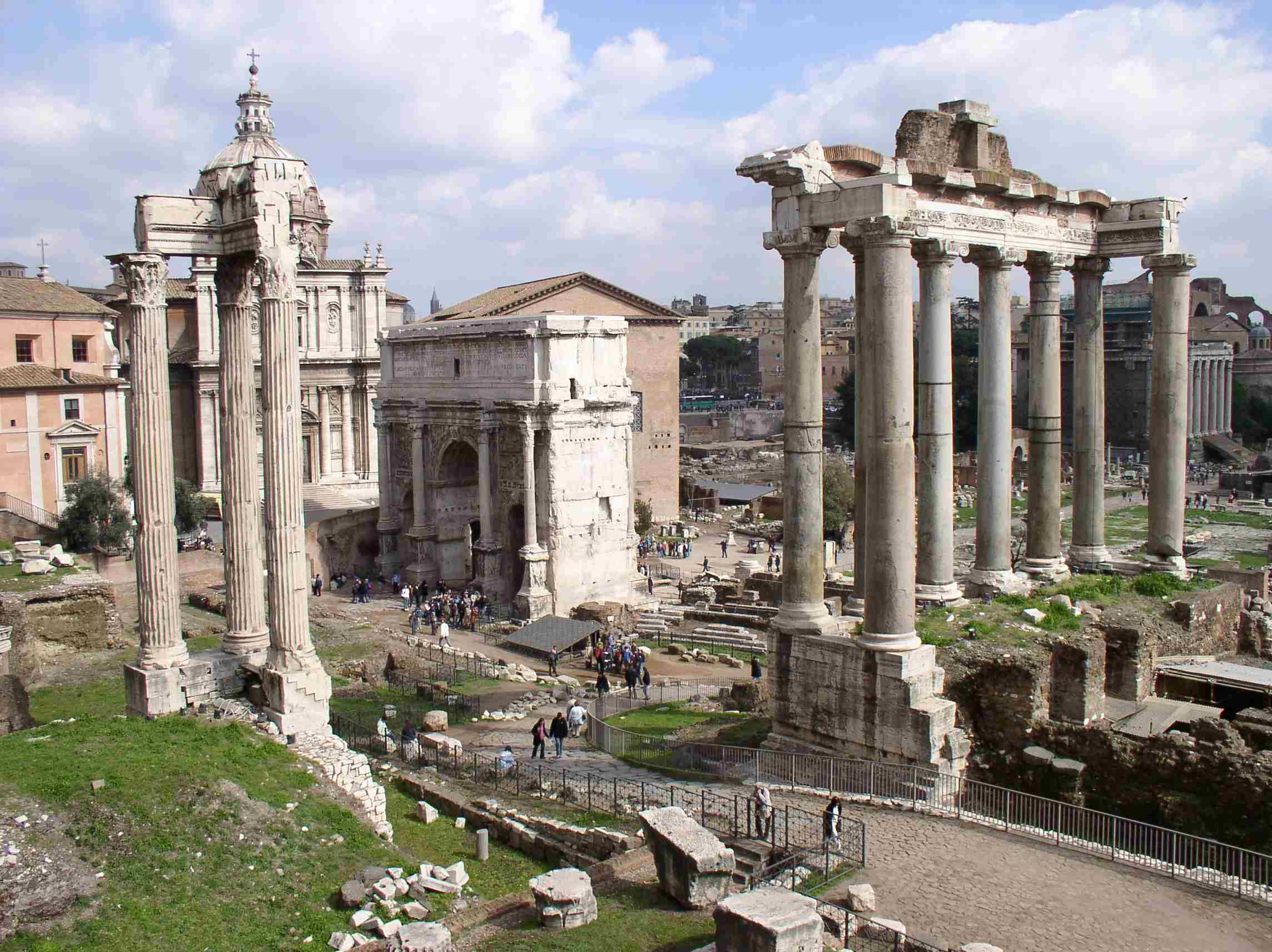
Ruinas del Foro Romano (Roma, Italia).

Según figura en los capítulos 19 y 20 del libro V de la Biblioteca Histórica escrita por el griego Diodoro Sículo (90-21 a. C.), los navegantes fenicios habrían llegado a un gran continente al oeste de África siguiendo las corrientes marítimas. Dicho continente, ubicado al otro lado del mar, habría poseído bellas playas, ríos navegables, muchas montañas y una densa forestación. Según continúa el relato, los fenicios permanecieron allí un buen tiempo hasta que finalmente volvieron al Mediterráneo para informar de su descubrimiento, tras lo cual se habría definido la construcción de una colonia allí.
Posteriormente, los romanos comenzaron a destronar a los fenicios hasta la definitiva conquista de la ciudad de Cartago (146 a. C.), su último gran bastión. Tras la caída de los fenicios, Roma se alzó con el dominio del mar Mediterráneo, la costa del norte de África y la península ibérica. En el caso de haber existido la presunta colonia fenicia del Brasil, los romanos podrían haber llegado a ella alrededor del año 120 a. C. y haberla dominado hasta los comienzos de su decadencia en el 300 d. C., cuando las fronteras del imperio comenzaron a ser atacadas. La necesidad de defender la propia capital romana obligó al repliegue de todas las legiones, provocando el abandono de las colonias más periféricas del Imperio, como ocurrió con Inglaterra, que inició a partir de allí un proceso de aculturación, perdiéndose con el paso de los años cualquier indicio de la dominación romana.
El texto del Manuscrito 512 brinda numerosos detalles sobre aquella gran ciudad abandonada en el interior brasileño, lo cual permitiría atar cabos sobre su posible origen. La primera referencia que se da es la existencia de un arco del triunfo, con una dedicatoria en la parte superior que resulta ilegible para los bandeirantes. Los arcos del triunfo fueron una característica típica de las ciudades romanas, y también lo eran las columnas rematadas con estatuas en la parte superior, como la descrita en el relato portugués. Poco después se menciona que pasando la plaza principal había unas agujas, aclarando el propio autor que las mismas se asemejaban a las «usadas por los romanos». Luego aparece un gran edificio cuyo pórtico principal posee tallada la figura de un hombre, con una corona de laurel en su cabeza y una banda atravesada hasta la cintura, lo que conforma otro símbolo inequívoco de la cultura grecorromana. En cuanto a las inscripciones que fueron halladas y copiadas, se estima que corresponden a un tipo de escritura greco-ptolemaica, utilizada entre los años 100 a. C. y 300 d. C. Otro dato importante lo aporta la moneda hallada por los bandeirantes, cuya descripción coincide con una moneda que era utilizada por los fenicios bajo el dominio romano, entre los años 260 y 300 d. C. Por lo tanto, todas las pistas que brinda el manuscrito se corresponden con una colonia romana que podría haber existido en el Brasil entre los años 120 a. C. y 450 d. C.

## Búsqueda de la ciudad perdida

### Benigno José de Carvalho e Cunha

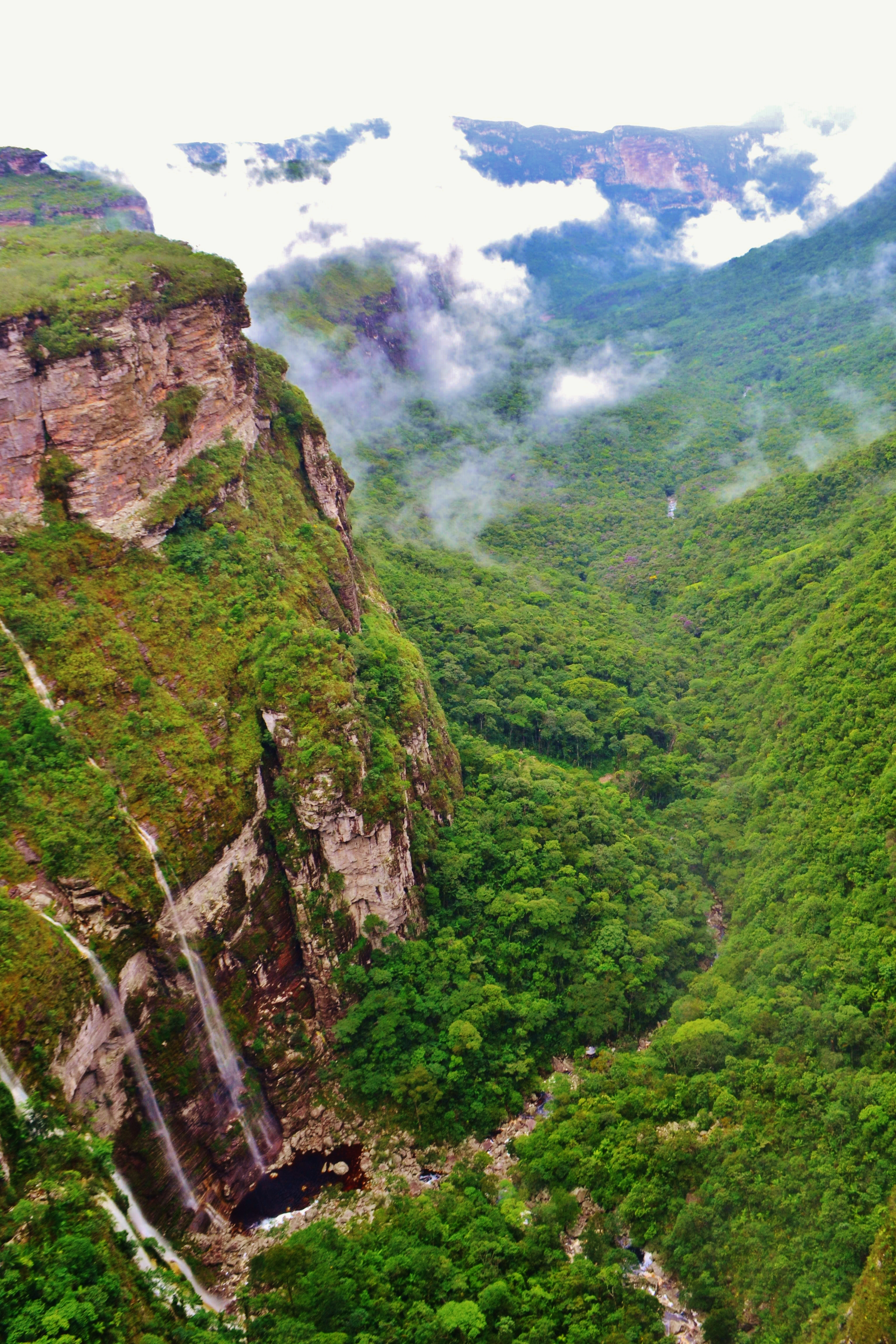
Sierras de la Chapada Diamantina, escenario hipotético del Manuscrito 512.

En 1840, con el objetivo de encontrar las ruinas de la ciudad perdida de Bahía, los miembros del Instituto Histórico pusieron al frente de la expedición al canónigo Benigno José de Carvalho e Cunha. A comienzos de noviembre de ese mismo año Benigno de Carvalho llegó a Salvador y se entrevistó con distintos viajeros que habían recorrido el interior de la provincia, buscando datos o cualquier información que pudiese ayudarlo en su búsqueda.
El objetivo inicial de Carvalho era encontrar la ubicación aproximada de las supuestas ruinas, ya que según la descripción del Manuscrito 512 existía un río frente a la ciudad perdida por el cual los aventureros descendieron, llegando tres días después a la confluencia de los ríos Paraguaçu y Una. Este dato le hizo suponer a Carvalho que el lugar indicado por el documento podría ser la sierra de Sincorá, tras lo cual planeó reproducir el camino realizado por los bandeirantes, que según él podría consumirle unos catorce días de viaje. Sin embargo, el canónigo decidió abandonar esta idea y, en su lugar, dirigirse directamente a la ciudad de Valença, principal asentamiento de la región, donde buscaría nuevos relatos que confirmaran la historia del manuscrito.
Carvalho llegó a Valença el 5 de febrero de 1841, dedicándose desde entonces a entrevistar a los antiguos moradores del lugar. El primer entrevistado fue Antonio Joaquim da Cruz, quien afirmaba que la ciudad perdida se encontraba un poco más hacia el este de la sierra de Sincorá, pero que él no había tenido el coraje para adentrarse en esas tierras. Confirmó también la existencia de una gran cascada y profundas minas que emitían un extraño sonido. De otros moradores recolectó información sobre una ciudad muy antigua destruida por una inundación o por un terremoto, según la versión. También se decía que aquella ciudad estaba protegida por un dragón que se tragaba al que se aproximara o que los que iban para allá nunca volvían, incluyendo la anécdota de un supuesto sacerdote que se había dirigido allí para ofrecer servicios religiosos y que nunca más había aparecido.
Estos testimonios convencieron a Benigno de que la ciudad perdida se hallaba en la región del Sincorá, por lo que en febrero de 1841 decidió enviar una carta al Instituto Histórico solicitando financiación para emprender una expedición que pensaba realizar hacia el final de aquel año. En el mes de junio, Pedro II fue coronado como nuevo emperador de Brasil y en el mes de noviembre el presidente del IHGB, el vizconde de São Leopoldo, envió una petición al emperador solicitándole subsidios para la expedición, destacando no solo el interés cultural e histórico de la misma, sino también los beneficios estratégicos y económicos que brindaría la exploración del desconocido territorio brasileño. Por aquel entonces, de la provincia de Bahía solo se conocía su litoral, siendo el interior del territorio una región inexplorada llena de vegetación, ríos, montañas y desiertos (sertones). En ese contexto la expedición de Benigno era vista como una cruzada de la civilización contra la barbarie, unificando en su persona los valores de la ciencia y la religión. A su vez, el flamante emperador Pedro II, quien aceptó la petición realizada por el IHGB cuatro días después, era un entusiasta partidario de la necesidad de construir una identidad nacional, y nada podría ser más conveniente para su propósito que el descubrimiento de una imponente civilización perdida en el interior del Brasil, lo cual consolidaría su imagen como el mecenas que había permitido el descubrimiento de la mayor gloria monumental de su tiempo.
En diciembre de 1841 Benigno finalmente se puso en campaña, llegando al territorio donde según él se hallaba la ciudad perdida, lugar donde permanecería durante un largo tiempo. Mientras tanto, en la capital se realizaba ese mismo mes la tercera sesión pública del IHGB, con la asistencia del propio emperador del Brasil, Pedro II. Todo el acto estaría impregnado por la sólida creencia de que en el interior del país existían las ruinas de un pasado glorioso capaz de rivalizar con las grandes civilizaciones de la humanidad, elevando a su vez la imagen internacional del naciente imperio tropical.
Los dos años siguientes fueron desalentadores tanto para Benigno como para sus promotores. Ya a comienzos de 1842 Carvalho comenzó a enviar cartas al IHGB lamentando que los 600 réis que le habían mandado para financiar la expedición eran escasos e insuficientes para cubrir los costos de tan importante y peligroso viaje. Afectado por la fiebre y la malaria, el propio canónigo se encontraba también ante una debilidad física que le impedía continuar con su misión. Durante este tiempo, Benigno recibió noticias sobre un quilombo perdido en el Sincorá, lo cual le hizo afirmar que posiblemente las ruinas antiguas se hallaban dominadas por esclavos fugitivos. Para verificar esta información Benigno requirió nuevamente recursos al Instituto Histórico, estimando que el costo de dicha exploración ascendería a 350.000 réis. Tras dos años sin ningún resultado, los académicos del IHGB habían comenzado a tornarse más críticos con respecto a esta empresa; incluso el propio coronel Ignacio Accioli Silva, antiguo buscador de ciudades perdidas, expresaba su escepticismo en una carta escrita en 1843. Sin embargo, Benigno de Carvalho prosiguió en su objetivo organizando una nueva expedición con mayor cantidad de personas y equipamiento. Para aquel entonces ya había desistido en su búsqueda sobre la margen derecha del río Paraguaçu y ahora concentraba sus esfuerzos en la región del río Orobó, declarando que la ciudad perdida se hallaba a pocos días de distancia, basándose en el relato personal de un esclavo llamado Francisco de Orobós, quien afirmaba haber estado de joven en esas ruinas, las cuales, según él, se hallaban rodeadas por tres quilombos.
Para 1845 la expedición de Benigno había perdido toda credibilidad y a mediados del año siguiente se decidió retirarle todos los subsidios financieros. Sin embargo, Benigno permaneció en la región del Sincorá hasta 1848 y finalmente regresó frustrado a Salvador de Bahía en 1849.

### Manoel Rodrigues de Oliveira
En 1848, el mayor Manoel Rodrigues de Oliveira envió desde Bahía hacia Río de Janeiro un estudio cuestionando la ubicación propuesta por Benigno en la región del Sincorá y proponiendo en su lugar otras dos posibles regiones: una situada en la villa de Belmonte (entre los ríos Paraguaçu y Una, en el centro-sur de Bahía) y la otra en Provisão (en el sudoeste bahiano, próximo a la ciudad de Camamu). En la primera ubicación habían sido encontrados muebles antiguos, losas, balaustres, herramientas y vidrios, mientras que en la segunda habían aparecido hoces, hachas y espadas de hierro. Se trataba seguramente de objetos pertenecientes a grupos de exploradores, mineros o antiguas guarniciones coloniales, e incluso en el relato del Manuscrito 512 no se mencionaban muebles, piezas de hierro u objetos cotidianos como vidrios o losas.
Más allá de esta falta de pruebas, Oliveira concibió una hipótesis más osada que la del propio Benigno sobre el alcance urbano de esa civilización perdida. Según él, era probable que los habitantes de dicha ciudad hubiesen construido un amarradero en las márgenes del río Paraguaçu, como un acceso próximo al río Una y a las canteras de mármol de las sierras que habrían sido explotadas por ellos mismos para la construcción de las estatuas y los monumentos de su ciudad. Las conclusiones de Oliveira tuvieron una aceptación reservada entre los intelectuales de Río de Janeiro y fueron duramente criticadas por el brigadier José da Costa Bittencourt Camara en una nota publicada en 1849 por la revista Razão (Canavieiras, Bahía), en la que afirmaba que el documento bandeirante era apócrifo. Para aquel entonces varias instituciones o individuos que antes incluso habían apoyado la empresa de Benigno, ahora se mostraban escépticos o directamente opositores a la existencia de las supuestas ruinas bahianas.

## El Manuscrito 512 en la obra de Richard Francis Burton

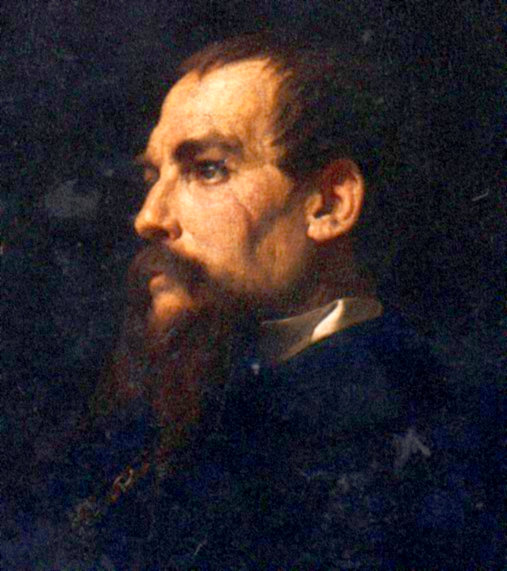
Sir Richard Francis Burton.

El célebre explorador, aventurero y escritor británico sir Richard Francis Burton incluyó una traducción del Manuscrito 512 en su libro Explorations of The Highlands of Brazil (Exploraciones de los altiplanos de Brasil), que relata sus viajes por el país a partir de 1865, cuando Burton fue enviado con una misión consular a Santos. Una vez allí, Burton viajó por los altiplanos centrales de Brasil, yendo en canoa abajo por el río São Francisco desde sus orígenes hasta las cascadas de Paulo Afonso, o sea, en lugares probablemente cercanos a los descritos por los bandeirantes de 1753. La traducción al inglés del Manuscrito 512 fue realizada por su esposa Lady Isabel Burton. Aparentemente, se trata de la primera traducción y divulgación del manuscrito en Europa.

## El Manuscrito 512 y la ciudad perdida de Z de Percy Fawcett

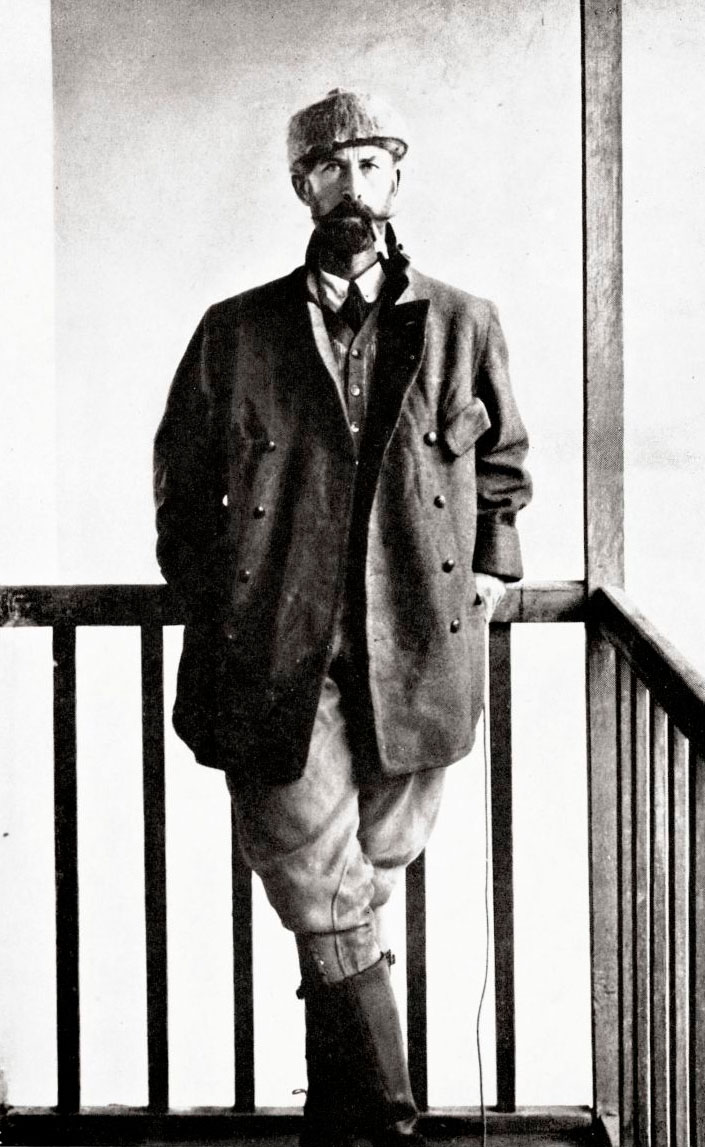
Percy Harrison Fawcett.

El más célebre y fiel partidario de la veracidad del Manuscrito 512 era, sin duda, el famoso investigador británico coronel Percy Harrison Fawcett (1867-1925?). Para él, el documento servía como principal indicio de la existencia en las regiones inexploradas de Brasil de restos de ciudades muy antiguas, pertenecientes a una civilización altamente desarrollada de una misteriosa raza blanca que gobernaba Sudamérica en la época prehistórica (los atlantes). 
El objetivo principal de Fawcett era una supuesta ciudad perdida, posiblemente habitada, localizada en algún lugar de Mato Grosso y a la que él denominaba Z. Al contrario de la versión popularizada en la actualidad, Z no era la misma ciudad del Manuscrito 512, a la que Fawcett denominaba ciudad de Raposo (por Francisco Raposo, nombre ficticio que el coronel utilizaba para identificar al desconocido autor del Manuscrito 512), situándola en la Chapada Diamantina, a 11°30′S 42°30′O / -11.500, -42.500 aproximadamente. Sin embargo, admitía la posibilidad de que ambas ciudades, de hecho, resultaran ser una sola. La fuente de la información sobre Z se desconoce; las tradiciones esotéricas desde los tiempos de Fawcett hasta el presente vinculan a esa misteriosa ciudad con la teoría intraterrestre. 
En 1921 Fawcett emprendió una expedición a Bahía, guiándose tanto por el Manuscrito 512 como por el testimonio de otro viajante británico, el coronel O'Sullivan Beare, excónsul en Río de Janeiro, quien afirmaba haber visitado una ciudad perdida parecida a la del Manuscrito 512, a pocos días de camino de la ciudad de Salvador. 
Según menciona Fawcett en su libro, después de recorrer la región del río Gongogi logró reunir nuevos testimonios de la existencia de ciudades perdidas. 
En 1925 Fawcett se embarcó en su última expedición, acompañado de su hijo Jack y el amigo de este, Raleigh Rimell, yendo en dirección al río Xingú en busca de su objetivo principal, planeando de regreso realizar investigaciones en la ciudad de Raposo. Sin embargo, como es bien sabido, se pierde aquí cualquier rastro del coronel y sus acompañantes, cuyo destino jamás se pudo averiguar con certeza. A partir del momento de su desaparición el misterio de la última expedición de Fawcett se pone en primer plano, haciendo eclipsar el propio misterio de la ciudad perdida, ya que el objetivo primordial de nuevas expediciones comienza a ser la búsqueda del coronel desaparecido. 
Fawcett compuso un ensayo literario basándose en el relato del Manuscrito 512, titulado The Lost Mines of Muribeca (Las minas perdidas de Muribeca), que constituye el primer capítulo del libro de sus memorias, editado por su hijo menor Brian en 1953.